# OPS
OPS (Oplysning om perkerne til samfundet) var en dansk satirisk tv-serie med interview og musikvideoer, der blev sendt fra marts til maj i 2001.
Blandt de medvirkende var Farshad Kholghi, Omar Marzouk, Rushy Rashid og Fadime Turan.
De 8 udsendelser havde temaer som arbejde, kærlighed, medier, berømmelse, vold og kriminalitet, familie og venner, mad, stil og fest.
Navnet OPS var et ordspil på DR-programmet OBS (Oplysning til borgerne om samfundet).
Programserien var produceret af Axel Film der har lavet flere humoristiske tv-serie om fordomme: OBLS (Oplysning om Bøsser og Lesbiske til Samfundet) og Europas nye stjerner.
OPS' satire var blandt andet over stereotype forestillinger om indvandrere.
Senere i 2013 lavede DR en ny tv-satire serie Det slører stadig, der opererede inden for samme tema og var produceret af Chris Didrik Nørgaard, der sammen med Axel Boisen også stod bag OPS.